# Virgin Galactic

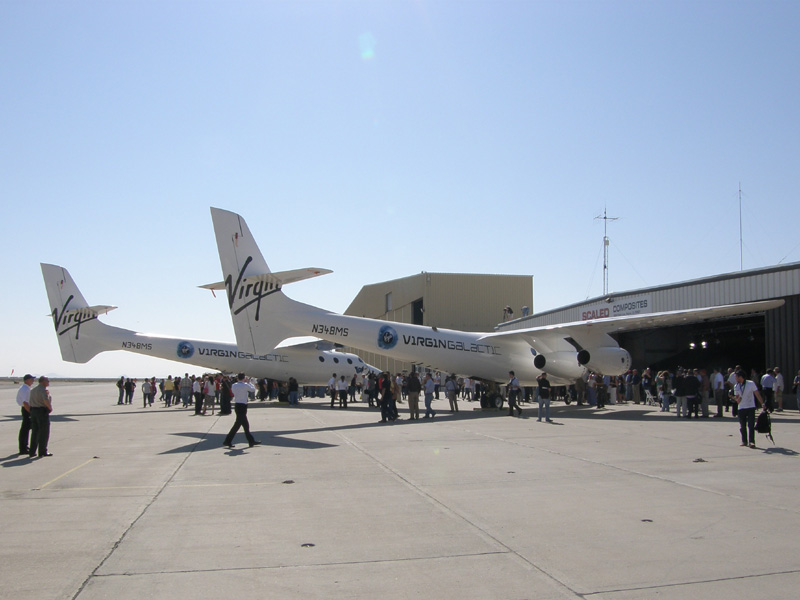
WhiteKnight2

Virgin Galactic é uma empresa de voos espaciais de capital aberto do Grupo Virgin e está listada na bolsa NYSE com o código SPCE. Está desenvolvendo espaçonaves comerciais e tem como objetivo fornecer voos espaciais suborbitais para turistas espaciais e lançamentos suborbitais para missões de ciências espaciais. A Virgin Galactic planeja oferecer voos espaciais humanos orbitais também. SpaceShipTwo, a espaçonave suborbital da Virgin Galactic, é lançada por baixo de um avião de transporte conhecido como White Knight Two. 
O fundador da Virgin Galactic, Sir Richard Branson, inicialmente sugeriu que esperava ver um voo inaugural até o final de 2009, mas esta data foi adiada em várias ocasiões, inclusivamente pela perda de SpaceShipTwo VSS em outubro de 2014. Empreendimento. Branson afirmou que a Virgin Galactic estava “na melhor posição do mundo” para fornecer viagens aéreas de 3000 mph com foguetes e ponto-a-ponto na Terra. Em outubro de 2017, Branson sugeriu que ele poderia viajar para o espaço a bordo de um SpaceShipTwo dentro de seis meses.
A data do voo foi no dia 11 de julho de 2021, o bilionário Richard Branson foi ao espaço e retornou em segurança a bordo do foguete da Virgin Galactic apenas nove dias antes do voo do bilionário Jeff Bezos no dia 20 de julho, toda a viagem foi transmitida online pelo canal do youtube da empresa.
Em 29 de Junho de 2023, realizou o seu primeiro voo espacial comercial, onde seguiram a bordo, Colin Bennett da Virgin Galactic, Walter Villadei e Angelo Landolfi da força aérea italiana, e Pantaleone Carlucci do Conselho de Investigação Nacional italiano. E mais do que uma simples viagem turística, foram realizadas uma série de experiências ao longo do voo de 90 minutos, com apenas 10 no espaço.